# 핑크 팬더 2
《핑크 팬더 2》(영어: The Pink Panther 2)는 2009년 공개된 미국의 영화이다.

## 출연

### 주연
- 스티브 마틴
- 장 르노

### 조연
- 에밀리 모티머
- 앤디 가르시아
- 마츠자키 유키
- 알프리드 몰리나
- 아이쉬와라 라이
- 존 클리즈
- 앤드리아 블랙맨
- 주디스 고드레쉬
- 페데리코 카스텔루치오
- 닉키 코너스
- 로저 딜링햄 주니어

## 기타
- 미술: 러스티 스미스
- 세트: 칼라 커리
- 의상: 조셉 G. 얼리시
- 배역: 일렌느 스타거